# رافائل کازیور
رافائل کازیور (لهستانی: Rafał Kazior؛ زادهٔ ۷ فوریهٔ ۱۹۸۳) بازیکن فوتبال اهل آلمان است.
از باشگاه‌هایی که در آن بازی کرده‌است می‌توان به باشگاه فوتبال هولشتاین کیل، باشگاه فوتبال سن پائولی، باشگاه فوتبال دویسبورگ، و باشگاه فوتبال روت‌وایس اسن اشاره کرد.